# Acrophtalmia ochine
Acrophtalmia ochine är en fjärilsart som beskrevs av Semper 1886. Acrophtalmia ochine ingår i släktet Acrophtalmia och familjen praktfjärilar. Inga underarter finns listade i Catalogue of Life.